# Universidade do Estado de Minas Gerais - Unidade Divinópolis

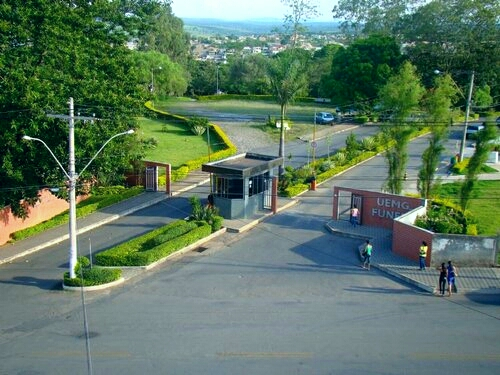
Fachada principal da UEMG - unidade Divinópolis

A Unidade Divinópolis da Universidade do Estado de Minas Gerais (UEMG) é uma instituição de ensino superior brasileira, localizada em Divinópolis, Minas Gerais.

## História
O Campus de Divinópolis da UEMG teve origem em 1964, como Fundação Educacional de Divinópolis (FUNEDI), criada por um grupo de professores radicados na cidade, com oferta de quatro cursos de licenciatura. A opção por incorporar-se à Universidade do Estado de Minas Gerais, ocorrida nos anos de 1990, inaugurou uma nova fase na trajetória da FUNEDI e determinou novos rumos para a instituição, principalmente com a criação de novos cursos e unidades acadêmicas.
Assim, a partir de 2001 foram criadas outras Unidades Acadêmicas nos municípios de Divinópolis, Cláudio e Abaeté, para melhor atender às demandas regionais e ao princípio multi campi da UEMG.
Em setembro de 2014, o Governo de Minas Gerais decretou a estadualização da instituição e passou a arcar com a administração e despesas da instituição. Com isso as atividades de ensino, pesquisa e extensão mantidas pela FUNEDI foram absorvidas pela UEMG. Assim, essas unidades acadêmicas passaram a oferecer ensino público e gratuito, em diversas áreas do conhecimento. O processo envolveu ainda unidades de ensino em outras cidades de Minas Gerais, que também foram incorporadas à UEMG, transformando a universidade na terceira maior do estado, com cerca de 18 mil alunos.